# Oedematopus shannoni
Oedematopus shannoni är en tvåvingeart som beskrevs av Van Duzee 1930. Oedematopus shannoni ingår i släktet Oedematopus och familjen styltflugor.
Artens utbredningsområde är Peru. Inga underarter finns listade i Catalogue of Life.